# Cirsium homolepis
Cirsium homolepis là một loài thực vật có hoa trong họ Cúc. Loài này được Nakai mô tả khoa học đầu tiên năm 1930.